# Zdroj proudu

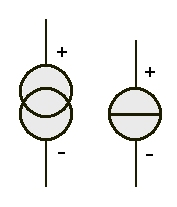
Schematické značky zdroje proudu. Vlevo staré a vpravo nové značení.

Zdroj proudu je v teoretické elektrotechnice aktivní dvojpól, který na výstupních svorkách poskytuje konstantní elektrický proud při připojení jakékoliv zátěže.
Podle duality elektrotechniky je k proudovému zdroji protějškem zdroj (konstantního) napětí. Reálný zdroj proudu je obvykle konstruován jako zdroj napětí, za kterým je připojen obvod pro regulaci proudu (např. pomocí LM317) a proudový zdroj funguje v předem daném rozsahu napětí. Proudový zdroj se používá například pro napájení výkonových LED, kde zajistí, že dioda nebude zničena nadměrným protékajícím proudem.

## Ideální zdroj proudu
Ideální proudový zdroj je elektrický zdroj, který poskytuje stálou velikost proudu do napájeného obvodu bez ohledu na napětí na jeho svorkách (a tedy připojené zátěži). Vnitřní vodivost ideálního zdroje proudu je rovna nule (a tedy vnitřní odpor je nekonečný).
Tak jako u ideálního zdroje napětí je nepřípustný nulový zatěžovací odpor, u proudového zdroje je nepřípustný nekonečný zatěžovací odpor (tzn. rozpojené svorky), při kterých by ideální zdroj proudu poskytoval napětí nekonečné velikosti. Reálně se u proudového zdroje při rozpojených výstupních svorkách zdroje objeví maximální dosažitelné napětí, které odpovídá typu a uspořádání zdroje.

## Reálný zdroj proudu
Jako zdroje proudu se chovají některé zdroje, jejichž napětí je měkké. Reálný zdroj elektrického proudu se ideálním vlastnostem pouze blíží.
Zdroj proudu může být představovaný zdrojem napětí se zařazeným sériovým odporem (nejméně o jeden řád větším, než největší připojovaný odpor vnějšího obvodu). Zdroj proudu je možné realizovat také pomocí elektroniky. Elektronické zdroje proudu se až na omezení napětí mohou chovat jako ideální zdroje proudu s vnitřním odporem blízkým nekonečnu.

## Dualita elektrických zdrojů
Reálný zdroj proudu může být nahrazen (modelován) ideálním zdrojem napětí se sériovým odporem a naopak reálný zdroj napětí může být nahrazen ideálním zdrojem proudu s paralelním odporem. Tyto dva modely reálného elektrického zdroje jsou rovnocenné.
Přiklad: Chceme nahradit reálný zdroj proudu reálným zdrojem napětí. Z obvodu vyjmeme proudový zdroj s jeho paralelním rezistorem/vodivostí (neboli vnitřní odpor/vodivost). Nyní přepočítáme parametr zdroje podle Ohmova zákona. Napětí podle {\displaystyle U=R\cdot I}, kde {\displaystyle R} je hodnota odporu paralelního rezistoru a {\displaystyle I} je jmenovitý proud zdroje. Na místo vyjmutého proudového zdroje a paralelního rezistoru dosadíme zdroj napěťový v sérii s vnitřním odporem {\displaystyle R_{i}}. Tento zdroj bude mít předchozí vypočítané jmenovité napětí, hodnota odporu {\displaystyle R_{i}} zůstává stejná, jako u proudového zdroje.